# Numerus clausus-beginsel
Het numerus clausus-beginsel bij zakelijke rechten houdt in dat zakelijke rechten enkel bestaan voor zover de wet ze voorschrijft. Hierdoor kunnen contractpartijen niet zelf contractueel nieuwe zakelijke rechten vormen. Men spreekt ook over de limitatieve opsomming van zakelijke rechten of het gesloten karakter van het zakenrecht. Derden, die geen contractpartij zijn, moeten er namelijk van uit kunnen gaan dat de contractuele regeling met betrekking tot het zakelijk recht niet afwijkt van de wettelijke regeling.

## Door de wet erkende zakelijke rechten
De Belgische wet erkent enkel de volgende zakelijke rechten (art. 3.3 BW):
- De zakelijke gebruiksrechten
  - het eigendomsrecht (art. 3.50 BW)
  - de mede-eigendom (art. 3.68 BW)
  - het recht van vruchtgebruik (art. 3.138 BW), m.i.v. het recht van bewoning als een soort 'mini-vruchtgebruik' (art. 3.138, lid 2 BW)
  - erfdienstbaarheden (art. 3.114 BW);
  - het recht van opstal (art. 3.177 BW);
  - het recht van erfpacht (art. 3.167 BW).
- De zakelijke zekerheden
  - De bijzondere voorrechten
  - Hypotheek
  - Pand
  - Retentierecht

## Oorsprong
Het numerus clausus-beginsel had tot het nieuw BW geen wettelijke grondslag, maar er werd aangenomen door de rechtspraak en rechtsleer. Men kan hoogstens artikel 543 van het Burgerlijk Wetboek inroepen als wettelijke rechtsgrond: 
Men kan op de goederen, of een recht van eigendom, of enkel een recht van genot, of enkel een recht van erfdienstbaarheid hebben.
Art. 543 BW werd bewust ingeschreven in het Burgerlijk Wetboek als reactie tegen feodale regels en lasten op het privaat eigendomsrecht. Dit eigendomsrecht mocht zo min mogelijk worden beperkt. Het is om die reden dat men niet zelf zakelijke rechten kan scheppen buiten de wet om.
Nu in het nieuw BW wordt het wel ingeschreven in artikel 3.3. BW. 

## Rechtspraak
Het numerus clausus-beginsel werd herhaaldelijk bevestigd door het Hof van Cassatie.

### Arrest Sart-Tilman
In het cassatiearrest van 17 oktober 1996 (het zgn. arrest Sart-Tilman) droeg een vzw haar schuldvorderingen jegens derden over aan een bank, tot zekerheid van haar schuld aan de bank. De vzw werd nadien in vereffening gesteld waarbij de vereffenaars de eigendomsoverdracht tot zekerheid betwistten. Volgens de vereffenaars is de bank geen eigenaar van de schuldvorderingen geworden. Ze beweerden dat een fiduciair eigendomsrecht werd toegekend, wat een schending inhoudt van het numerus clausus-beginsel. Het Hof van Cassatie trad deze redenering bij. Het Hof oordeelde dat de overeenkomst wel geldig is tussen partijen, maar niet tegenwerpbaar is aan derden omdat de overeenkomst geen zakelijke werking heeft en derhalve kan de overdracht van schuldvorderingen niet worden tegengeworpen aan de andere schuldeisers.

### Afstand van natrekking-arrest
In het cassatiearrest van 18 mei 1988 verzaakt een grondeigenaar aan zijn recht van natrekking, ten voordele van een aannemer, zodat de aannemer op de grond mag bouwen en zodoende zelf eigenaar wordt van de door hem opgetrokken constructies. Er ontstaat discussie over welk soort recht hierbij ontstaat: het kan in elk geval geen recht sui generis zijn, omdat zulks in zou gaan tegen het numerus clausus-beginsel. Het Hof oordeelde dat het toegekende recht enkel kan worden beschouwd als een recht van opstal, met een maximumduur van 50 jaar.